# Récords de África de natación
Los récords de África de natación son los registros de las mejores marcas obtenidas por nadadores de África. Las marcas son ratificadas por la Confederación Africana de Natación y se clasifican en las pruebas realizadas en piscina de 50 metros (piscina olímpica) y en piscina de 25 metros.

## Piscina de 50 metros

### Récords africanos masculinos
| Prueba                    | Tiempo   | Nadador                                                        | País      | Fecha                | Lugar                  |
| ------------------------- | -------- | -------------------------------------------------------------- | --------- | -------------------- | ---------------------- |
| 50 m libre                | 21,67    | Roland Schoeman                                                | Sudáfrica | 16 de agosto de 2008 | Pekín, China           |
| 50 m libre                | 21,67    | Roland Schoeman                                                | Sudáfrica | 2 de agosto de 2013  | Barcelona, España      |
| 100 m libre               | 47,79    | Lyndon Ferns                                                   | Sudáfrica | 29 de julio de 2009  | Roma, Italia           |
| 200 m libre               | 1:45,20  | Chad le Clos                                                   | Sudáfrica | 8 de agosto de 2016  | Río de Janeiro, Brasil |
| 400 m libre               | 3:40,70  | Ahmed Hafnaoui                                                 | Túnez     | 23 de julio de 2023  | Fukuoka, Japón         |
| 800 m libre               | 7:35,27  | Oussama Mellouli                                               | Túnez     | 29 de julio de 2009  | Roma, Italia           |
| 1500 m libre              | 14:31,54 | Ahmed Hafnaoui                                                 | Túnez     | 30 de julio de 2023  | Fukuoka, Japón         |
| 50 m espalda              | 24,17    | Pieter Coetze                                                  | Sudáfrica | 3 de agosto de 2025  | Singapur               |
| 100 m espalda             | 51,85    | Pieter Coetze                                                  | Sudáfrica | 29 de julio de 2025  | Singapur               |
| 200 m espalda             | 1:53,36  | Pieter Coetze                                                  | Sudáfrica | 1 de agosto de 2025  | Singapur               |
| 50 m braza                | 26,54    | Cameron van der Burgh                                          | Sudáfrica | 25 de julio de 2017  | Budapest, Hungría      |
| 100 m braza               | 58,46    | Cameron van der Burgh                                          | Sudáfrica | 29 de julio de 2012  | Londres, Reino Unido   |
| 200 m braza               | 2:09,61  | Neil Versfeld                                                  | Sudáfrica | 30 de julio de 2009  | Roma, Italia           |
| 50 m mariposa             | 22,80    | Abdelrahman Sameh                                              | Egipto    | 18 de mayo de 2025   | Mónaco                 |
| 100 m mariposa            | 50,56    | Chad le Clos                                                   | Sudáfrica | 8 de agosto de 2015  | Kazán, Rusia           |
| 200 m mariposa            | 1:52,96  | Chad le Clos                                                   | Sudáfrica | 31 de julio de 2012  | Londres, Reino Unido   |
| 200 m estilos             | 1:57,03  | Darian Townsend                                                | Sudáfrica | 25 de abril de 2009  | Montpellier, Francia   |
| 400 m estilos             | 4:10,53  | Oussama Mellouli                                               | Túnez     | 29 de junio de 2009  | Pescara, Italia        |
| Relevos 4 × 100 m libre   | 3:11,93  | Lyndon Ferns Graeme Moore Darian Townsend Roland Schoeman      | Sudáfrica | 26 de julio de 2009  | Roma, Italia           |
| Relevos 4 × 200 m libre   | 7:08,01  | Jean Basson Darian Townsend Jan Venter Sebastien Rousseau      | Sudáfrica | 31 de julio de 2009  | Roma, Italia           |
| Relevos 4 × 100 m estilos | 3:31,53  | George Du Rand Cameron van der Burgh Lyndon Ferns Graeme Moore | Sudáfrica | 2 de agosto de 2009  | Roma, Italia           |

### Récords africanos femeninos
| Prueba                    | Tiempo   | Nadadora                                              | País      | Fecha                | Lugar                       |
| ------------------------- | -------- | ----------------------------------------------------- | --------- | -------------------- | --------------------------- |
| 50 m libre                | 24,62    | Farida Osman                                          | Egipto    | 29 de julio de 2017  | Budapest, Hungría           |
| 100 m libre               | 54,23    | Erin Gallagher                                        | Sudáfrica | 9 de abril de 2018   | Gold Coast, Australia       |
| 200 m libre               | 1:56,80  | Aimee Canny                                           | Sudáfrica | 12 de abril de 2024  | Puerto Elizabeth, Sudáfrica |
| 400 m libre               | 4:07,92  | Karin Prinsloo                                        | Sudáfrica | 31 de enero de 2014  | Perth, Australia            |
| 800 m libre               | 8:25,71  | Wendy Trott                                           | Sudáfrica | 14 de junio de 2012  | Roma, Italia                |
| 1500 m libre              | 16:05,63 | Wendy Trott                                           | Sudáfrica | 25 de julio de 2011  | Shanghái, China             |
| 50 m espalda              | 27,91    | Olivia Nel                                            | Sudáfrica | 22 de julio de 2025  | Berlín, Alemania            |
| 100 m espalda             | 58,77    | Kirsty Coventry                                       | Zimbabue  | 11 de agosto de 2008 | Pekín, China                |
| 200 m espalda             | 2:04,81  | Kirsty Coventry                                       | Zimbabue  | 1 de agosto de 2009  | Roma, Italia                |
| 50 m braza                | 29,72    | Lara van Niekerk                                      | Sudáfrica | 6 de abril de 2022   | Puerto Elizabeth, Sudáfrica |
| 100 m braza               | 1:04,82  | Tatjana Schoenmaker                                   | Sudáfrica | 25 de julio de 2021  | Tokio, Japón                |
| 200 m braza               | 2:18,95  | Tatjana Schoenmaker                                   | Sudáfrica | 30 de julio de 2021  | Tokio, Japón                |
| 50 m mariposa             | 25,38    | Farida Osman                                          | Egipto    | 24 de junio de 2022  | Budapest, Hungría           |
| 100 m mariposa            | 57,32    | Erin Gallagher                                        | Sudáfrica | 12 de abril de 2024  | Puerto Elizabeth, Sudáfrica |
| 200 m mariposa            | 2:09,41  | Katheryn Meaklim                                      | Sudáfrica | 12 de agosto de 2008 | Pekín, China                |
| 200 m estilos             | 2:08,59  | Kirsty Coventry                                       | Zimbabue  | 13 de agosto de 2008 | Pekín, China                |
| 400 m estilos             | 4:29,89  | Kirsty Coventry                                       | Zimbabue  | 9 de agosto de 2008  | Pekín, China                |
| Relevos 4 × 100 m libre   | 3:40,29  | Aimee Canny Emma Chelius Erin Gallagher Rebecca Meder | Sudáfrica | 10 de abril de 2021  | Puerto Elizabeth, Sudáfrica |
| Relevos 4 × 200 m libre   | 8:01,56  | Aimee Canny Rebecca Meder Dune Coetzee Erin Gallagher | Sudáfrica | 28 de julio de 2021  | Tokio, Japón                |
| Relevos 4 × 100 m estilos | 3:59,47  | Olivia Nel Rebecca Meder Erin Gallagher Aimee Canny   | Sudáfrica | 3 de agosto de 2025  | Singapur                    |

### Récords africanos mixtos
| Prueba                    | Tiempo  | Nadadores                                                  | País      | Fecha               | Lugar                   |
| ------------------------- | ------- | ---------------------------------------------------------- | --------- | ------------------- | ----------------------- |
| Relevos 4 × 100 m libres  | 3:28,51 | Guy Brooks Ruard van Renen Olivia Nel Michaela de Villiers | Sudáfrica | 21 de julio de 2025 | Berlín, Alemania        |
| Relevos 4 × 100 m estilos | 3:44,38 | Pieter Coetze Lara van Niekerk Chad le Clos Aimee Canny    | Sudáfrica | 2 de agosto de 2022 | Birmingham, Reino Unido |

## Piscina de 25 metros

### Récords africanos masculinos
| Prueba                    | Tiempo   | Nadador                                                         | País      | Fecha                   | Lugar                            |
| ------------------------- | -------- | --------------------------------------------------------------- | --------- | ----------------------- | -------------------------------- |
| 50 m libre                | 20,30    | Roland Schoeman                                                 | Sudáfrica | 8 de agosto de 2009     | Pietermaritzburgo, Sudáfrica     |
| 100 m libre               | 45,78    | Chad le Clos                                                    | Sudáfrica | 6 de agosto de 2017     | Berlín, Alemania                 |
| 200 m libre               | 1:40,65  | Matthew Sates                                                   | Sudáfrica | 3 de octubre de 2021    | Berlín, Alemania                 |
| 400 m libre               | 3:36,30  | Matthew Sates                                                   | Sudáfrica | 21 de octubre de 2022   | Berlín, Alemania                 |
| 800 m libre               | 7:31,93  | Ahmed Jaouadi                                                   | Túnez     | 14 de diciembre de 2024 | Budapest, Hungría                |
| 1500 m libre              | 14:10,94 | Ahmed Hafnaoui                                                  | Túnez     | 21 de diciembre de 2021 | Abu Dabi, Emiratos Árabes Unidos |
| 50 m espalda              | 22,75    | Pieter Coetze                                                   | Sudáfrica | 1 de noviembre de 2024  | Singapur                         |
| 100 m espalda             | 49,35    | Pieter Coetze                                                   | Sudáfrica | 20 de octubre de 2024   | Shanghái, China                  |
| 200 m espalda             | 1:47,08  | George Du Rand                                                  | Sudáfrica | 7 de noviembre de 2009  | Moscú, Rusia                     |
| 50 m braza                | 25,25    | Cameron van der Burgh                                           | Sudáfrica | 14 de noviembre de 2009 | Berlín, Alemania                 |
| 100 m braza               | 55,61    | Cameron van der Burgh                                           | Sudáfrica | 15 de noviembre de 2009 | Berlín, Alemania                 |
| 200 m braza               | 2:02,56  | Neil Versfeld                                                   | Sudáfrica | 14 de noviembre de 2009 | Berlín, Alemania                 |
| 50 m mariposa             | 21,87    | Roland Schoeman                                                 | Sudáfrica | 14 de noviembre de 2009 | Berlín, Alemania                 |
| 100 m mariposa            | 48,08    | Chad le Clos                                                    | Sudáfrica | 8 de diciembre de 2016  | Windsor, Canadá                  |
| 200 m mariposa            | 1:48,27  | Chad le Clos                                                    | Sudáfrica | 15 de diciembre de 2022 | Melbourne, Australia             |
| 100 m estilos             | 51,05    | Gerhard Zandberg                                                | Sudáfrica | 14 de noviembre de 2009 | Berlín, Alemania                 |
| 200 m estilos             | 1:50,15  | Matthew Sates                                                   | Sudáfrica | 13 de diciembre de 2022 | Melbourne, Australia             |
| 400 m estilos             | 3:57,40  | Oussama Mellouli                                                | Túnez     | 16 de diciembre de 2010 | Dubái, Emiratos Árabes Unidos    |
| Relevos 4x50 m libre      | 1:24,14  | Bradley Tandy Chad le Clos Douglas Erasmus Ryan Coetzee         | Sudáfrica | 14 de diciembre de 2018 | Hangzhou, China                  |
| Relevos 4 x 100 m libre   | 3:12,87  | Leith Shankland Clayton Jimmie Calvyn Justus Myles Brown        | Sudáfrica | 3 de diciembre de 2014  | Doha, Catar                      |
| Relevos 4x200 m libre     | 6:52,13  | Myles Brown Sebastien Rousseau Chad le Clos Leith Shankland     | Sudáfrica | 4 de diciembre de 2014  | Doha, Catar                      |
| Relevos 4x50 m estilos    | 1:32,56  | Mohamed Samy Youssef Elkamash Youssef Ramadan Abdelrahman Sameh | Egipto    | 20 de diciembre de 2021 | Abu Dabi, Emiratos Árabes Unidos |
| Relevos 4 x 100 m estilos | 3:30,83  | Mohamed Samy Youssef Elkamash Youssef Ramadan Abdelrahman Sameh | Egipto    | 21 de diciembre de 2021 | Abu Dabi, Emiratos Árabes Unidos |

### Récords africanos femeninos
| Prueba                    | Tiempo   | Nadadora                                                          | País      | Fecha                   | Lugar                        |
| ------------------------- | -------- | ----------------------------------------------------------------- | --------- | ----------------------- | ---------------------------- |
| 50 m libre                | 24,14    | Caitlin De Lange                                                  | Sudáfrica | 14 de diciembre de 2024 | Budapest, Hungría            |
| 100 m libre               | 52,70    | Erin Gallagher                                                    | Sudáfrica | 12 de diciembre de 2018 | Hangzhou, China              |
| 200 m libre               | 1:54,48  | Aimee Canny                                                       | Sudáfrica | 5 de diciembre de 2021  | Sheffield, Reino Unido       |
| 400 m libre               | 4:03,50  | Melissa Corfe                                                     | Sudáfrica | 11 de abril de 2008     | Mánchester, Reino Unido      |
| 800 m libre               | 8:22,05  | Jessica Pengelly                                                  | Sudáfrica | 4 de noviembre de 2011  | Singapur                     |
| 1500 m libre              | 16:09,12 | Stephanie Houtman                                                 | Sudáfrica | 13 de diciembre de 2024 | Budapest, Hungría            |
| 50 m espalda              | 26,85    | Kirsty Coventry                                                   | Zimbabue  | 13 de abril de 2008     | Mánchester, Reino Unido      |
| 100 m espalda             | 56,56    | Chanelle Van Wyk                                                  | Sudáfrica | 15 de noviembre de 2009 | Berlín, Alemania             |
| 200 m espalda             | 2:00,91  | Kirsty Coventry                                                   | Zimbabue  | 11 de abril de 2008     | Mánchester, Reino Unido      |
| 50 m braza                | 29,09    | Lara van Niekerk                                                  | Sudáfrica | 18 de diciembre de 2022 | Melbourne, Australia         |
| 100 m braza               | 1:03,89  | Tatjana Schoenmaker                                               | Sudáfrica | 25 de octubre de 2020   | Pietermaritzburgo, Sudáfrica |
| 200 m braza               | 2:18,02  | Tatjana Schoenmaker                                               | Sudáfrica | 26 de octubre de 2020   | Pietermaritzburgo, Sudáfrica |
| 50 m mariposa             | 25,31    | Farida Osman                                                      | Egipto    | 17 de noviembre de 2019 | College Park, Estados Unidos |
| 100 m mariposa            | 56,46    | Farida Osman                                                      | Egipto    | 20 de diciembre de 2019 | Las Vegas, Estados Unidos    |
| 200 m mariposa            | 2:04,24  | Mandy Loots                                                       | Sudáfrica | 21 de noviembre de 2009 | Singapur                     |
| 100 m estilos             | 57,69    | Rebecca Meder                                                     | Sudáfrica | 12 de diciembre de 2024 | Budapest, Hungría            |
| 200 m estilos             | 2:05,61  | Rebecca Meder                                                     | Sudáfrica | 10 de diciembre de 2024 | Budapest, Hungría            |
| 400 m estilos             | 4:22,88  | Katheryn Meaklim                                                  | Sudáfrica | 21 de noviembre de 2009 | Singapur                     |
| Relevos 4x50 m libre      | 1:40,80  | Caitlin De Lange Rebecca Meder Emily Visagie Milla Drakopoulos    | Sudáfrica | 15 de diciembre de 2022 | Melbourne, Australia         |
| Relevos 4 x 100 m libre   | 3:41,57  | Milla Drakopoulos Caitlin De Lange Emily Visagie Rebecca Meder    | Sudáfrica | 13 de diciembre de 2022 | Melbourne, Australia         |
| Relevos 4x200 m libre     | 8:02,49  | Karin Prinsloo Michelle Weber Kyna Pereira Jessica Pengelly       | Sudáfrica | 12 de diciembre de 2012 | Estambul, Turquía            |
| Relevos 4x50 m estilos    | 1:52,16  | Erin Gallagher Tatjana Schoenmaker Trudi Maree Lehesta Kemp       | Sudáfrica | 5 de diciembre de 2014  | Doha, Catar                  |
| Relevos 4 x 100 m estilos | 3:57,68  | Milla Drakopoulos Lara van Niekerk Rebecca Meder Jessica Thompson | Sudáfrica | 15 de diciembre de 2024 | Budapest, Hungría            |

### Récords africanos mixtos
| Prueba                 | Tiempo  | Nadadores                                                      | País      | Fecha                   | Lugar             |
| ---------------------- | ------- | -------------------------------------------------------------- | --------- | ----------------------- | ----------------- |
| Relevos 4x50 m libres  | 1:33,19 | Luke Pendock Clayton Jimmie Lehesta Kemp Trudi Maree           | Sudáfrica | 6 de diciembre de 2014  | Doha, Catar       |
| Relevos 4x50 m estilos | 1:41,32 | Jessica Thompson Michael Houlie Caitlin de Lange Kris Mihaylov | Sudáfrica | 11 de diciembre de 2024 | Budapest, Hungría |